# Ralstonia
Ralstonia es un género de proteobacterias previamente incluido en el género Pseudomonas. 

## Taxonomía y especies
La taxonomía dentro del género es compleja y está sujeta a continuas revisiones, reclasificaciones e inclusión de nuevas especies. 
Entre las especies mejor conocidas del género están R. solanacearum, R. pseudosolanacearum y R. syzygii, patógenos destacados de las plantas, que afectan a cultivos clave como solanáceas (patata, tomate, pimiento, berenjena…), cucurbitáceas (melón, sandía, calabacín…), trébol, platanera, y diversas ornamentales.
Pero el género abarca otras especies con capacidades metabólicas y formas de vida muy diversas. Algunas, como R. picketii, R. insidiosa y R. mannitolilytica pueden eventualmente comportarse como patógenos humanos oportunistas y han causado infecciones en pacientes hospitalarios con las respuestas inmunitarias comprometidas.
También pueden comportarse como saprofitas. R. wenshanensis y las nuevas especies R. chuxiongensis, R. mojiangensis y R. soli han sido aisladas recientemente de los suelos de los campos de tabaco en China. Un caso aún más extravagante es el de R. detusculanense, especie aún no oficialmente confirmada, y de la que no hay más que una insólita descripción, como habitante del agua pesada empleada en experimentos de fusión fría, y capaz de metabolizar el hidrógeno, y ‘absorber’ cantidades milimolares de casi cualquier metal pesado (Hg, Pb, Cd, Cr, Ni) incluido el uranio.